# جاده ای۱۰۶
جاده ای۱۰۶ (به انگلیسی: A106 road) یکی از جاده‌های کشور انگلستان است.
این جاده از ناحیه هاکنی شروع و در ناحیه لیتونستون، لندن به پایان می‌رسد، طول این جاده ۷.۱ کیلومتر است.